# Треугольник Илеми

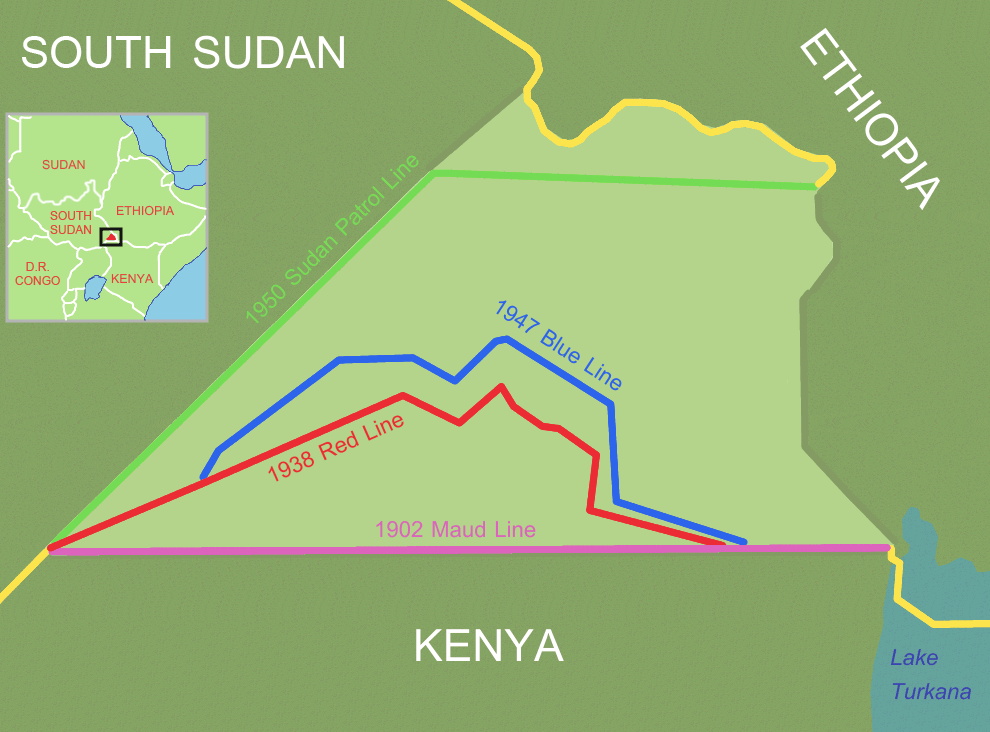
Карта Треугольника Илеми. 1938 год «красная линия» (близкая к линии Глендэя 1931 года), 1947 «синяя линяя» Официально признанная Суданом в 1950 граница (зелёный).

Треугольник Илеми (англ. Ilemi Triangle) — участок спорной территории в Восточной Африке, в штате Восточная Экватория Южного Судана (бывший автономный регион Судана), у границы с Эфиопией и Кенией. Приблизительная площадь территории — 10 320—14 000 км². Названа в честь вождя народа ануак Илеми Аквона. На территорию треугольника претендует Кения, в настоящее время де-факто её контролирующая. Спор возник из неясных формулировок колониальных договоров, призванных определить пути передвижения туркана — кочевников, которые были жителями региона. Маргинальность региона, а также постоянная нестабильность задержали разрешение спора.
Фактически контролируется Кенией (округ Туркана).

## Население
Кочевья туркана на территории между Южным Суданом и Кенией были уязвимы для нападений со стороны окружающих народов. Другие народы этой области дидинга и топаса в Южном Судане, и Nyangatom (Inyangatom), которые кочуют между Южным Суданом и Эфиопией, а также дасанеч, живущие к востоку от треугольника в Эфиопии, испокон веков совершали вооружённые набеги на животноводческие угодья друг друга. Если в прошлом они использовали традиционное оружие, то начиная с XIX века набеги с применением огнестрельного оружия стали распространённым явлением.